# Moleskine

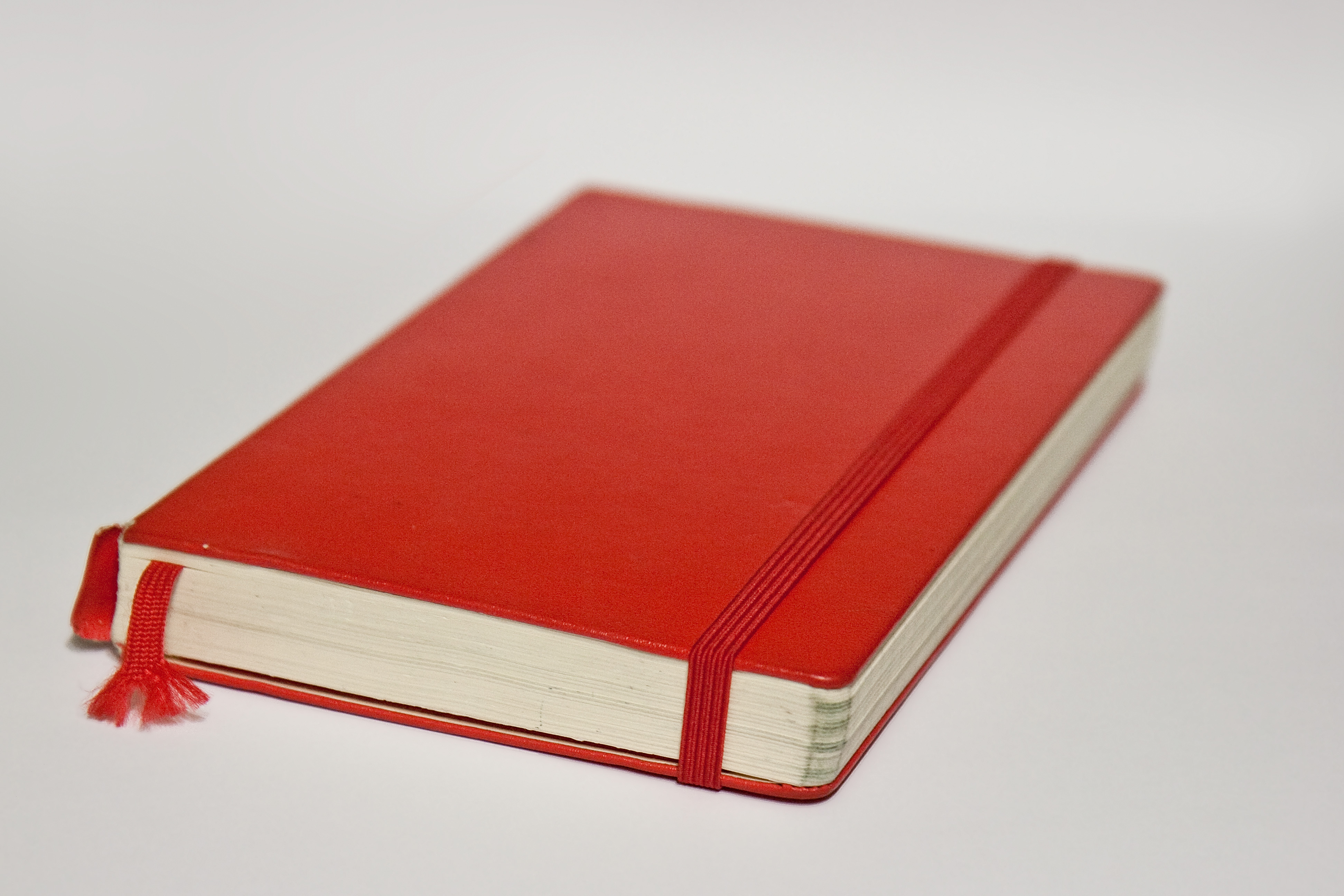
Notes Moleskine w czerwonej oprawie

Moleskine S.p.A. – włoskie przedsiębiorstwo, najbardziej znane z produkcji notesów z dobrej jakości papieru w kolorze kremowym, w charakterystycznej, szytej, najczęściej czarnej oprawie z zamknięciem z taśmy elastycznej. Chętnie używane przez pisarzy, malarzy, rysowników i projektantów.

## Historia
Na początku notesy produkowane były przez małe włoskie manufaktury i dystrybuowane przez paryskie sklepy papiernicze odwiedzane przez międzynarodową awangardę. Gdy w 1986 roku działalność zakończył ostatni wytwórca – rodzinne przedsiębiorstwo z Tours, notes stał się niemal nieosiągalny. W roku 1998 dzięki małemu mediolańskiemu wydawcy, Moleskine powrócił. Legenda, umiejętnie podtrzymywana przez producenta, wiąże go z takimi artystami jak Vincent van Gogh, Pablo Picasso, Ernest Hemingway czy Bruce Chatwin. Z takich notesów, jak twierdzi producent, korzystał również polski pisarz i podróżnik Ryszard Kapuściński.
Dziś bez problemu dostępne są w różnych odmianach – reporterskie, telefoniczne, do prowadzenia dziennika, gładkie, w linie i w kratkę, w okładkach tradycyjnych i wyplatanych.